# 愛沙尼亞國家圖書館
愛沙尼亞國家圖書館是位於愛沙尼亞首都塔林的一座公共圖書館，也是愛沙尼亞的國家圖書館，具有法定送存功能。愛沙尼亞國家圖書館設立於1918年12月21日，不僅保存愛沙尼亞的國家記憶和遺產，也成為當地文化中心，更是波羅的海地區最大的圖書館。愛沙尼亞國家圖書館也是歐洲圖書館的成員之一。

## 職責
根據《愛沙尼亞國家圖書館法》，國家圖書館的職責為：
- 收集、保存和展示國家文學遺產及文物
- 在此基礎上研究和開發，並向大眾提供信息服務

## 歷史
愛沙尼亞國家圖書館於1918年12月21日由當時剛從蘇俄獨立的愛沙尼亞政府創立，最初的館藏只有2,000餘本書，當時將圖書館設於塔林托姆比亞城堡的兩個房間內，且僅作為愛沙尼亞國會圖書館開放給國會議員。1919年起，國家圖書館的規模迅速擴展，除了圖書館本身的收集和與各國圖書館的交流，大量的愛沙尼亞出版物被捐贈給書館，使得館藏量暴增。1935年，圖書館為館內的第一本館藏舉行400周年紀念典禮，並在同年，圖書館建立館藏管理系統，開始彙整愛沙尼亞和周邊波羅的海國家的出版物及文獻。
1940年代，蘇聯佔領愛沙尼亞並接管多項事務，造成國家圖書館與各國圖書館的交流終止，且俄語出版物和書籍開始在圖書館具主導地位。直到1991年蘇聯解體，愛沙尼亞第二次獨立後才慢慢恢復各項交流事務。1989年，愛沙尼亞政府恢復了圖書館原國家圖書館的法律地位。

## 建築

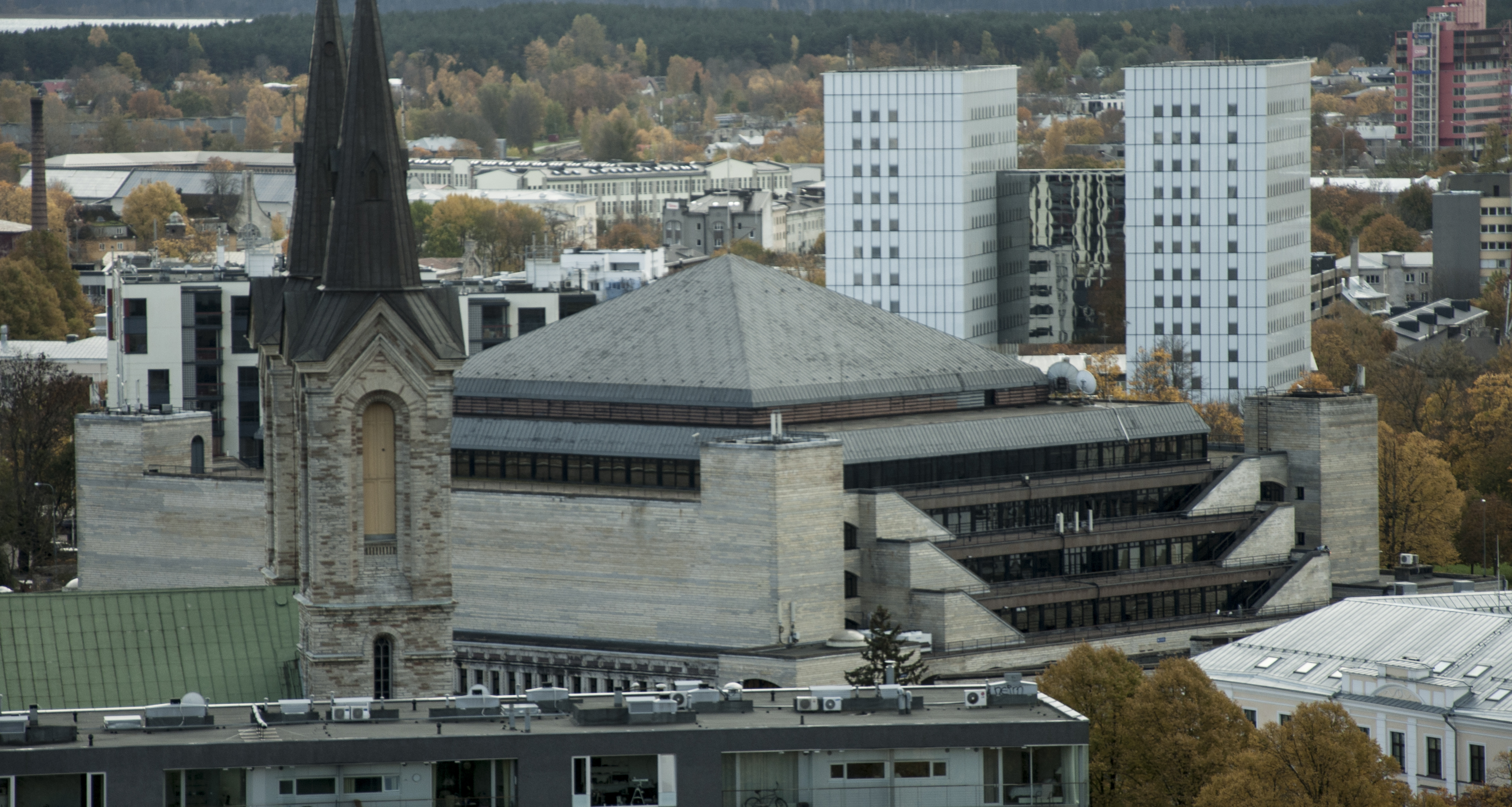
國家圖書館的建築外觀

目前愛沙尼亞國家圖書館所在的建築是由愛沙尼亞建築師雷恩·卡普及室內設計師蘇列夫·瓦赫特拉（Sulev Vahtra）設計建造。為兩棟位於塔琳的八層樓建築，目前是波羅的海國家中規模最大的圖書館。2012年，圖書館對館內進行部分整修，並更新設備系統。

## 外部連結
- 愛沙尼亞國家圖書館（英文）（文）